# Jacques Boigelot
 (mars 2023).
Si vous disposez d'ouvrages ou d'articles de référence ou si vous connaissez des sites web de qualité traitant du thème abordé ici, merci de compléter l'article en donnant les références utiles à sa vérifiabilité et en les liant à la section « Notes et références ».
Jacques Boigelot, né le 23 août 1929 à Uccle et mort le 4 mars 2023 à Watermael-Boitsfort[réf. nécessaire], est un réalisateur belge.
Il est connu pour son film Paix sur les champs qui fut proposé pour l'Oscar du meilleur film en langue étrangère (ce fut le premier film belge à avoir été nommé dans cette catégorie).

## Biographie
Jacques Boigelot commence sa carrière en 1949 comme assistant-réalisateur et scénariste de films publicitaires. En 1951, il effectue son service militaire dont quatorze mois au sein du service cinématographique, où il coréalise avec Jean Delire La Boîte à surprises, un moyen-métrage de 40 minutes qui sera acheté par l'OTAN et dont le sujet est le déminage d'une maison.
Il entre en 1958 au service Films de la RTB comme programmateur.
Il était marié à Simone Allebosch (13 avril 1924 - 2 juillet 1997). Ils ont trois enfants : Françoise,  Philippe et Marie-Anne[réf. nécessaire].
Il est mort le 4 mars 2023 à Watermael-Boitsfort.

## Filmographie
- 1951 : La Boîte à surprise (court métrage coréalisé avec Jean Delire)
- 1953 : Un pays noir (court métrage documentaire coréalisé avec Jean Delire)
- 1956 : Françoise et la ville (court métrage dont Willy Kurant, encore débutant, est le directeur de la photographie.)
- 1956 : Wellington, me voici (court métrage)
- 1961 : Sur ces chemins (court métrage), mention d'honneur au Festival du film de tourisme et de folklore
- 1970 : Paix sur les champs (long métrage) (aussi coscénariste)
- 1975 : Le Renard à l'anneau d'or (feuilleton télévisé en treize épisodes de 26 minutes)
- 1986 : Marc et Nathalie (scénariste), film de 40 minutes pour la Confédération des syndicats chrétiens pour son centenaire.

## Publications
- Les Jeunes et la Télévision, Durandal, 1965